# Coelioxys rubella
Coelioxys rubella är en biart som beskrevs av Pasteels 1968. Coelioxys rubella ingår i släktet kägelbin, och familjen buksamlarbin. Inga underarter finns listade i Catalogue of Life.